# 廣島高等裁判所松江支部
廣島高等裁判所松江支部（日语：／ Hiroshima kōtō saibansho Matsue shibu */?）是日本廣島高等裁判所設置於島根縣松江市的支部。

## 所在地
- 島根縣松江市母衣町68番地

## 沿革
- 1948年（昭和23年）10月30日 - 開廳。
- 1959年（昭和34年） - 法庭棟完工。
- 1961年（昭和36年） - 事務棟完工。
- 2014年（平成26年） - 樓高四層的新廳舍完工。

## 管轄區域
在廣島高等裁判所的管轄範圍內，下列區域的訴訟案件由松江支部管轄：
- 島根縣（不含濱田市、益田市、江津市、邑智郡與鹿足郡；上述區域由本廳直接管轄）
- 鳥取縣全境

## 歷代支部長
- 赤西芳文（ - 2007年1月 神戶家庭裁判所所長）
- 古川行男（2007年1月 - 2010年6月 山口地方裁判所所長）
- 中野信也（2010年6月 - 2012年8月 退休）
- 塚本伊平（2012年8月 - 2016年4月 退休）

## 外部連結
- 広島高等裁判所HP （页面存档备份，存于）